# Yanadesmus chusgonus
Yanadesmus chusgonus är en mångfotingart som beskrevs av Chamberlin 1955. Yanadesmus chusgonus ingår i släktet Yanadesmus och familjen Chelodesmidae. Inga underarter finns listade i Catalogue of Life.